# هاريش شانكار
هاريش شانكار (بالهندية: हरीश शंकर؛ بالإنجليزية: Harish Shankar) هو كاتب سيناريو ومخرج هندي، ولد في 31 مارس 1979 في كريم نجر في الهند.

## وصلات خارجية
- هاريش شانكار على موقع IMDb (الإنجليزية)
- هاريش شانكار على موقع أول موفي (الإنجليزية)
- هاريش شانكار على موقع كينوبويسك (الروسية)